# Lettlands ockupationsmuseum
Lettlands ockupationsmuseum (lettiska: Latvijas Okupācijas muzejs) är ett lettiskt krigshistoriskt museum i Riga, som belyser femtioårsperioden med Tysklands och Sovjetunionens ockupationer 1940-1991. Museet grundades 1993 för att visa föremål, arkivera dokument och informera allmänheten om Lettlands nutidshistoria. 
Lettlands ockupationsmuseum inrättades på initiativ av Paulis Lazda, professor i historia vid University of Wisconsin–Eau Claire i USA. En stiftelse bildades våren 1993, senare ombildad till Occupation Museum Association. Museets första utställning öppnades i juli 1993.
Museet har sedan 1993 samlat föremål som har med ockupationsperioderna att göra och hade i början av 2017 omkring 60.000 föremål. 
Museet var till 2012 inrymt i en byggnad vid Strēlnieki-torget i Gamla stan (56°56′50″N 24°06′23″Ö / 56.947093°N 24.106364°Ö), som uppfördes av Sovjetunionen 1971 för att fira 100-årsdagen av Lenins födelse. Denna byggnad var till 1991 ett museum för att uppmärksamma Lettlands röda skyttar. I avvaktan på en omfattande ombyggnad är museet tills vidare inrymt i en byggnad vid Raina-boulevarden.

## Fotogalleri

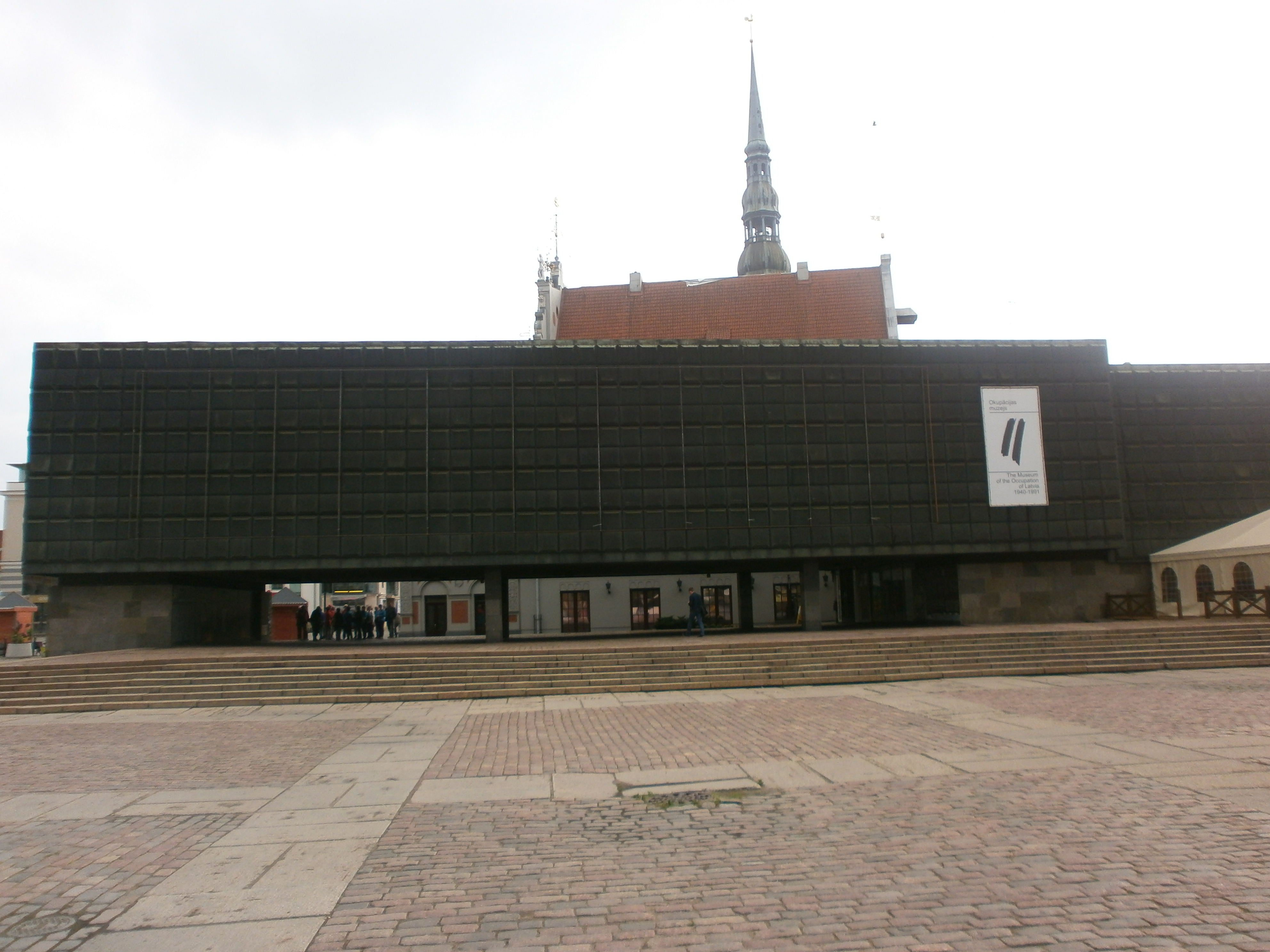
Ordinarie lokaler vid Strenicku-torget i Gamla stan
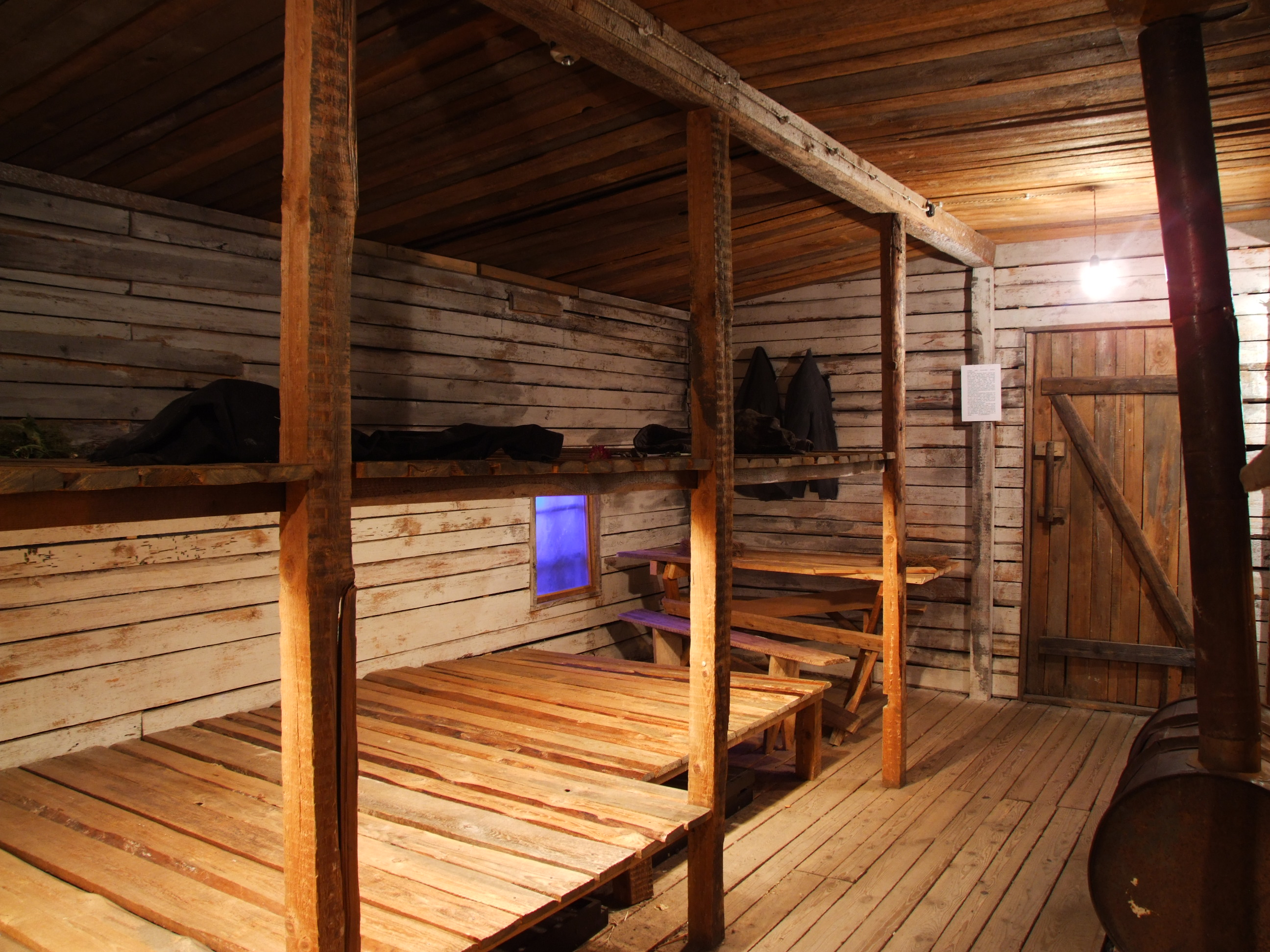
Rekonstruktion av Gulag-skjul i museet